# La Ballerine de Noël
Pour plus de détails, voir Fiche technique et Distribution.
La Ballerine de Noël (A Nutcracker Christmas) est un téléfilm de Noël dramatique et romantique américano-canadien réalisé en 2016 par Michael Lembeck.

## Synopsis
Une ancienne danseuse renommée, nommée Lilly, élève seule sa nièce Sadie, car la mère de cette dernière est décédée dans un accident de voiture. Sadie, également très douée en danse, est appelée pour le rôle principal du Casse-Noisette joué par le Philadelphia Ballet.

## Fiche technique
- Titre original : A Nutcracker Christmas
- Titre français : La Ballerine de Noël
- Réalisation : Michael Lembeck
- Scénario : Nicole Avril[2]
- Direction artistique : Ivana Coppola
- Costumes : Mary Partridge-Raynor
- Musique : James Jandrisch
- Production : Steve Solomos
- Sociétés de production : Crown Media Productions, Michael G. Larkin Productions
- Pays d'origine :  Canada États-Unis
- Langue originale : anglais
- Format : couleur
- Genre : drame romantique
- Durée : 86 minutes
- Dates de diffusion :
  - États-Unis : 10 décembre 2016 sur Hallmark Channel[3]
  - France : 3 janvier 2018

## Distribution
- Amy Acker (VF : Laëtitia Lefebvre) : Lily
- Sascha Radetsky (VF : Olivier Augrond) : Mark
- Sophia Lucia (VF : Jaynélia Coadou) : Sadie
- Catherine Mary Stewart (VF : Martine Irzenski) : Carol
- Kenneth Welsh (VF : Mathieu Rivolier) : Dimitri
- Katherine Barrell (VF : Flora Brunier) : Beth
- Alex Hook (VF : Elsa Davoine) : Beth jeune
- Siobhan Murphy (en) : Jen
- Shauna MacDonald (VF : Nathalie Bleynie) : Sharon
- Raven Dauda : Grace
- Geri Hall (en) : Karen
- Tina Pereira (en) (VF : Céline Legendre-Herda) : Juliette
- Brett van Sickle (VF : Fred Colas) : Darren
- Sara Mitich (de) : Jade

 Source et légende : version française (VF) sur RS Doublage

## Audiences
Le film a été vu par 3,7 millions de téléspectateurs lors de sa première diffusion américaine.

## Nominations
- DGA Awards 2017 : Meilleure réalisation pour un programme pour la jeunesse[6].

## Autour du film
Sauf indication contraire, les informations mentionnées dans cette section peuvent être confirmées par la base de données cinématographiques IMDb,  présente dans la section « Liens externes ».
L'actrice Amy Acker qui interprète le rôle de Lily dans le film a fait de la danse, notamment du ballet, pendant treize ans.
À l'âge de six ans, elle a été mordu par une araignée recluse et, à cause des séquelles de cette morsure, elle a du arrêter sa carrière de danseuse.
Katherine Barrell qui joue le rôle de Beth, la sœur aînée de Lily dans le film, est en fait plus jeune de quatorze ans que l'actrice Amy Acker dans la vraie vie.